# Cinara piniarmandicola
Cinara piniarmandicola är en insektsart. Cinara piniarmandicola ingår i släktet Cinara och familjen långrörsbladlöss. Inga underarter finns listade i Catalogue of Life.